# Horst Hille
Horst Hille (* 13. August 1941 in Aussig; † 26. Januar 2015 in Radebeul) war ein deutscher Maler, Grafiker und Kleinplastiker.

## Leben
Hilles Familie flüchtete 1947 von Aussig nach Radebeul. 1956/59 machte Hille eine Lehre als Maurer und von 1963 bis 1969 arbeitete er auch in diesem Beruf.
Autodidaktisch beschäftigte er sich ab 1970 mit Malerei, Grafik und Kleinplastik, ab 1974 auch mit Druckgrafik, zu der ihn der Grafiker Gunter Herrmann anregte. Dieser war 1976 zusammen mit Werner Wittig sein Mentor bei der Kandidatur zur Mitgliedschaft im Verband Bildender Künstler; 1979 erfolgte die Aufnahme.
Nach der Wende war er ab 1990 Mitglied im Bundesverband Bildender Künstlerinnen und Künstler, ein Jahr später im Sächsischen Künstlerbund.
Hilles Werke finden sich im In- und Ausland in privaten und auch öffentlichen Sammlungen, darunter neben der Radebeuler Städtischen Sammlung auch in den Staatlichen Kunstsammlungen Dresden.
Hille wurde auf dem Friedhof Radebeul-West beerdigt.

## Werke (Auswahl)
- Das wiedergefundene Paradies (Öl, 1979; ausgestellt auf der IX. Kunstausstellung der DDR)
- Am Wochenende (Öl, 1981; ausgestellt auf der IX. Kunstausstellung der DDR)
- Fußball-WM (Öl, 1982; ausgestellt auf der IX. Kunstausstellung der DDR)
- Das Haus und die Stadt (Öl, 1987; ausgestellt auf der X. Kunstausstellung der DDR)[1]

## Ausstellungen (unvollständig)

### Einzelausstellungen
- 1988 und 2001: Radebeul, Stadtgalerie Radebeul

### Ausstellungsbeteiligungen
- 1979 und 1985: Dresden, Bezirkskunstausstellungen
- 1982/83 und 1978/88: Dresden, Albertinum, IX. und X. Kunstausstellung der DDR
- 1983: Leipzig, Messehaus am Markt („Kunst und Sport“)
- 1986: Fürstenwalde, Altes Rathaus („Miniatur in der bildenden Kunst der DDR“)
- 1989: Berlin, Akademie-Galerie im Marstall („Bauleute und ihre Werke. Widerspiegelungen in der bildenden Kunst der DDR“)